# استودیوهای ترافالگار
استودیوهای ترافالگار (انگلیسی: Trafalgar Studios) یک مجموعه سالن نمایش در لندن، انگلستان است.
این سالن تئاتر که در خیابان ویتهال قرار دارد در سال ۱۹۳۰ میلادی تأسیس شده و جزئی از تئاتر وست اند محسوب می‌شود. استودیوهای ترافالگار دارای دو سالن با ظرفیت ۳۸۰ نفر و ۱۰۰ نفر می‌باشد.